# Pianura veneto-friulana
La Pianura veneto-friulana è un'ampia area pianeggiante, estrema propaggine nord-orientale della Pianura padana, che interessa la zona centro-orientale del Triveneto, formata rispettivamente dalla pianura veneta (basso Veneto o Veneto orientale) e dalla pianura friulana (Friuli centro-meridionale o Alta e Bassa friulana).

## Geografia fisica

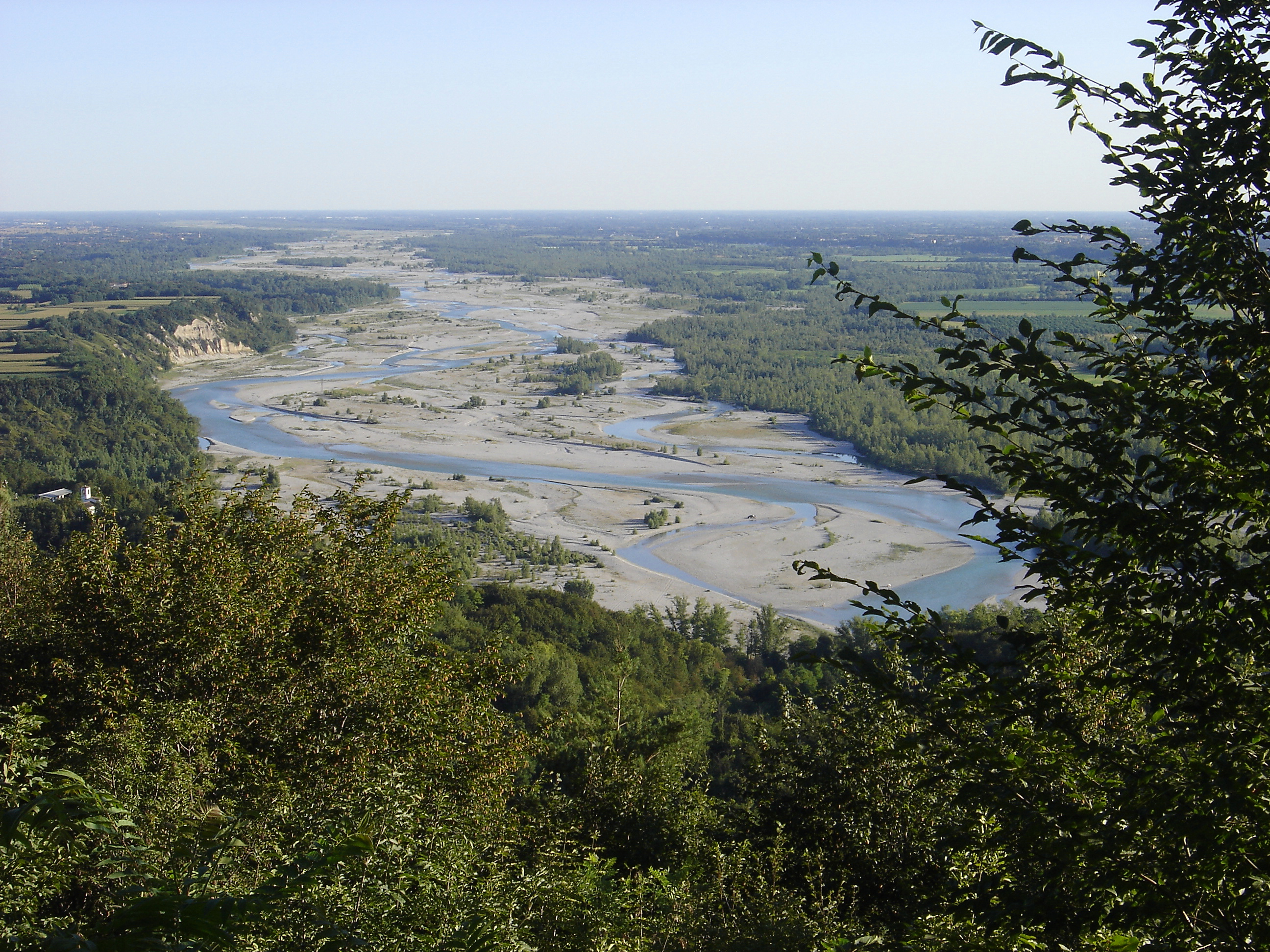
Il Tagliamento

Il territorio è delimitato a nord dai rilievi delle Prealpi venete orientali e dai monti della Carnia, a est è chiusa dal Carso, a sud è bagnata dal Mare Adriatico che forma l'ampio Golfo di Venezia, mentre a ovest per alcuni l'Adige, per altri i Monti Lessini, i Colli Berici e i Colli Euganei la separano parzialmente dalla Pianura Padana. L'estremità settentrionale della pianura friulana costituisce l'alta pianura, con altitudini medie attorno ai 100 metri s.l.m. o di poco superiori: questa si estende tra Aviano (estremità occidentale), Vivaro, Spilimbergo, San Daniele del Friuli, Udine e Cividale del Friuli (estremità orientale) mentre l'estremità meridionale è detta bassa friulana.

### Idrografia
I principali corsi d'acqua che attraversano la pianura sono il Brenta, il Bacchiglione, l'Adige, il Muson, il Dese, lo Zero, il Sile, il Piave, il Livenza, il Lemene, il Tagliamento e l'Isonzo.